# Endarteriektomie

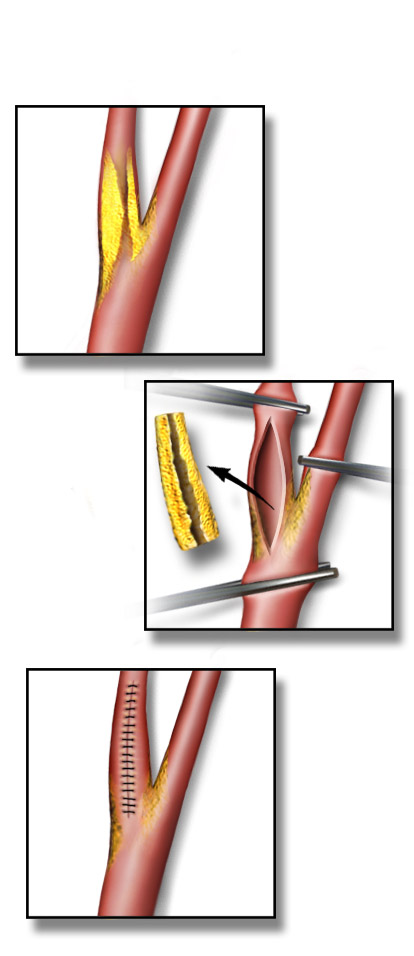
Endarteriektomie bei einer Karotisstenose

Die Endarteriektomie ist ein gefäßchirurgisches Verfahren, bei dem eine Arterie operativ freigelegt und eröffnet wird, um Engstellen zu beseitigen. Eine solche Operation wird bei Verengungen im Rahmen einer Arteriosklerose durchgeführt. Durch das Ausschälen der Gefäßinnenwand werden innere Ablagerungen entfernt, wodurch sich das Lumen des Blutgefäßes vergrößert und der Blutfluss ansteigt.
Häufig hat sich auf der Engstelle schon ein Thrombus gebildet, der bei dem Eingriff mit entfernt werden muss. Man spricht in solch einem Fall von einer Thrombendarteriektomie (TEA).
Eine Operation an der Halsschlagader (A. carotis) wird auch Carotis-Endarteriektomie genannt; das Verfahren ist Studien zufolge sowohl mit einer örtlichen Betäubung als auch unter Vollnarkose gleich sicher. Die erste Carotis-Endarteriektomie wurde von Michael Ellis DeBakey et al. im Jahre 1959 beschrieben. Die erste Eversionsendarteriektomie (EEA) der Arteria carotis interna wurde von René Kieny et al. im Januar 1985 durchgeführt.
Mögliche Komplikationen bei der Endarteriektomie sind Gefäßläsionen, ein erneuter Gefäßverschluss (Rethrombosierung), die Verletzung umliegender Strukturen wie Nerven, Gefäße und Organe sowie innere Blutungen.